# Ken Green (golfista)
Kenneth J. Green (Danbury, 23 luglio 1958) è un golfista statunitense.

## Biografia
Green è nato a Danbury, nel Connecticut. Ha iniziato a giocare a golf all'età di 12 anni in Honduras, dove suo padre, Martin "Marty" Green, era preside della scuola americana, e le sue uniche scelte di sport erano il golf o il calcio.

### Vita privata
Green vive a West Palm Beach, in Florida. È il padre di due figli, Ken Jr. e Hunter. È un appassionato giocatore di bocce che una volta ha giocato 300 partite.
Il figlio separato di Green, Hunter, morì di overdose a Dallas, in Texas, il 22 gennaio 2010.
Nel giugno 2019, Green ha pubblicato un'autobiografia autopubblicata intitolata "Hunter of Hope: A Life Lived Inside, Outside and On the Ropes".

## Carriera
Giocò già presso la squadra dell'Università della Florida, nell'NCAA. Divenne professionista nel 1979, ma solo nella seconda metà degli anni ottanta conobbe i suoi cinque successi nel PGA Tour; raccolse altre 6 vittorie, di cui una al Japan Golf Tour ed una all'Asia Golf Circuit Tour. La sua stagione migliore fu nel 1988, ma nel 1996 trovò il miglior risultato in un major, ovvero un settimo posto a pari merito agli U.S. Open. Fece parte della squadra statunitense nella Ryder Cup 1989. Fu noto altresì per i propri atti goliardici sul campo, per i quali ricevette varie multe.